# Lena Lotzen
Lena Lotzen, née le 11 septembre 1993 à Wurtzbourg, est une ancienne footballeuse internationale allemande qui a évolué au poste d'attaquante.
Elle a passé l'essentiel de sa carrière au Bayern Munich avec lequel elle a remporté le championnat à deux reprises et la coupe d'Allemagne à une reprise. Elle a également gagné le Championnat d'Europe féminin de football en 2013.

## Biographie
Lena Lotzen participe à la Coupe du monde des moins de 17 ans 2010 organisée à Trinité-et-Tobago, puis à la Coupe du monde des moins de 20 ans 2012 qui se déroule au Japon. Elle inscrit 4 buts lors de la Coupe du monde des moins de 17 ans et 6 buts lors de la Coupe du monde des moins de 20 ans. 
Avec l'équipe d'Allemagne, elle remporte le championnat d'Europe en 2013, puis participe à la Coupe du monde 2015 au Canada.
En club, elle joue huit saisons pour le Bayern Munich. 
À ses débuts, elle est considérée comme l'un des futurs talents de sa générations et reçoit en 2012 la médaille Fritz Walter décernée à la meilleure jeune joueuse de football allemande. Malheureusement, sa carrière est marquée par de nombreuses blessures. Après trois blessures au ligament croisé, elle décide de mettre précocement un terme à sa carrière à 27 ans.

## But internationaux
|   | Date            | Lieu                | Adversaire | Résultat | Compétition                       |
| 1 | 14 juillet 2013 | Vaxjo, Suède        | Islande    | 3-0      | UEFA Euro féminin 2013            |
| - | --------------- | ------------------- | ---------- | -------- | --------------------------------- |
| 2 | 5 avril 2014    | Dublin, Irlande     | Irlande    | 3-2      | Qualification Coupe du monde 2015 |
| 3 | 10 avril 2014   | Mannheim, Allemagne | Slovénie   | 4-0      | Qualification Coupe du monde 2015 |
| 4 | 19 juin 2014    | Vancouver, Canada   | Canada     | 2-1      | Match Amical                      |

## Palmarès

### International
- Finaliste de la Coupe du monde des moins de 20 ans en 2012 avec l'équipe d'Allemagne
- Vainqueur du championnat d'Europe en 2013 avec l'équipe d'Allemagne

### En club
- Championne d'Allemagne 2015 en 2016 le Bayern Munich
- Vainqueur de la Coupe d'Allemagne en 2012 avec le Bayern Munich